# Knut Frænkel
Knut Hjalmar Ferdinand Frænkel (Karlstad, 14 febbraio 1870 – Kvitøya, ottobre 1897) è stato un ingegnere ed esploratore svedese morto durante la spedizione artica in pallone di Andrée del 1897.

## Biografia
Frænkel nacque a Karlstad, figlio di un maggiore del genio dell'esercito (väg- och vattenbyggnadskåren), e crebbe nella montagnosa Jämtland nella parte centro-orientale della Svezia dove sviluppò un interesse per le attività all'aperto e per gli sport. In seguito frequentò la scuola Palmgren a Stoccolma, si laureò come ingegnere a civile alla Istituto Reale di Tecnologia nel 1896 e si stava preparando ad entrare nel genio militare quando nel 1897 giunse l'occasione del volo in pallone aerostatico di Salomon August Andrée verso il polo nord. Il terzo partecipante alla spedizione fu Nils Strindberg. Frænkel sostituì il meteorologo Nils Gustaf Ekholm, il quale aveva partecipato ai preparativi ma si era ritirato all'ultimo momento, criticando la tecnica utilizzata per la costruzione del pallone.
Durante la spedizione in pallone Frænkel fu responsabile della redazione del resoconto dettagliato di quanto fatto dai partecipanti. Dopo l'atterraggio sul ghiaccio, tenne il diario meteorologico e fu responsabile dell'organizzazione del campo. Dopo essere andati alla deriva per settimane, raggiunsero l'estremità sudoccidentale dell'isola di Kvitøya sbarcandovi il 5 ottobre 1897. Si accamparono su una vicina altura dove morirono pochi giorni dopo. Strindberg morì per primo e fu sepolto dagli altri due, Andrée e Frænkel poco dopo.
I resti della spedizione furono trovati per caso dalla spedizione norvegese Bratvaag il 6 agosto 1930. Andrée e Strindberg furono rinvenuti e portati a casa, mentre il corpo di Frænkel fu trovato solo da una seconda spedizione all'inizio di settembre, quando buona parte di ghiaccio e neve si era sciolta. Frænkel e gli altri due esploratori ricevettero un rito funebre con grandi onori. Dopo la cremazione le loro ceneri furono sepolte assieme nel cimitero di Norra begravningsplatsen a Stoccolma.